# Gossia versteeghii
Gossia versteeghii är en myrtenväxtart som först beskrevs av Elmer Drew Merrill och Lily May Perry, och fick sitt nu gällande namn av Neil Snow. Gossia versteeghii ingår i släktet Gossia och familjen myrtenväxter. Inga underarter finns listade i Catalogue of Life.